# Helmut Wilk (Handballspieler)
Helmut Wilk (* 23. August 1955 in Rostock) ist ein deutscher Handballtrainer und ehemaliger Handballspieler.
Er begann als Leichtathlet im Hoch- und Weitsprung sowie Hürdenlauf und nahm 1968 an den DDR-Schülermeisterschaften teil.
Nach dem Wechsel zum Handball spielte er beim SC Empor Rostock und war zeitweise deren Mannschaftskapitän. Mit dem SC Empor Rostock wurde er 1978 DDR-Meister und nahm am Finale des Europapokals der Meister 1978/79 teil.
Der 1,88 Meter große und in seiner aktiven Zeit 88 Kilogramm schwere Wilk stand 35-mal im Aufgebot der Handballnationalmannschaft der Deutschen Demokratischen Republik (DDR) und erzielte dabei 30 Tore. Sein erstes Länderspiel absolvierte er 1978 in Trnava gegen die polnische Nationalmannschaft. Er gewann mit der DDR-Nationalmannschaft bei der 9. Weltmeisterschaft in Dänemark die Bronzemedaille.
Helmut Wilk wurde nach seiner Karriere als Handballspieler Trainer, u. a. bei Empor Rostock und beim SV Fortuna ’50 Neubrandenburg.
Er ist verheiratet und hat mit seiner Ehefrau Regina einen Sohn (André Wilk), der ebenfalls Handball spielt.

## Belege
1. ↑  Oh, wie war das schön … Rostock für einen Tag „Handball-Hauptstadt“ – www.rostock-sport.de (Memento vom 9. November 2007 im Internet Archive)
2. ↑  Trainer mit Autorität und Kompetenz
3. 1 2  Trainersohn wechselt vom SV Post Schwerin nach Neubrandenburg – www.svfortuna50.web-byte.de (Memento vom 28. Mai 2007 im Internet Archive)

| Personendaten    | Personendaten                          |
| ---------------- | -------------------------------------- |
| NAME             | Wilk, Helmut                           |
| KURZBESCHREIBUNG | deutscher Handballspieler und -trainer |
| GEBURTSDATUM     | 23. August 1955                        |
| GEBURTSORT       | Rostock                                |